# تیش بنوت
تیش بنوت (انگلیسی: Tiesj Benoot؛ زادهٔ ۱۱ مارس ۱۹۹۴) دوچرخه‌سوار اهل بلژیک است.
از باشگاه‌هایی که در آن بازی کرده‌است می‌توان به تیم لوتو–سودال، و تیم لوتو–سودال، اشاره کرد.